# پاتروفسکایا
پاتروفسکایا (به لاتین: Patrovskaya) یک منطقهٔ مسکونی در روسیه است که در استان آرخانگلسک واقع شده‌است.